# Miguel Ángel Falasca
Miguel Ángel Falasca Fenández (Mendoza, Argentína, 1973. április 29. – Varese, Olaszország, 2019. június 22.) Európa-bajnok spanyol röplabdázó, olimpikon, edző.

## Magánélete
1973. április 29-én Mendozában, Argentínában született. Nagyapja Olaszországból vándorolt ki, Apja Juan Carlos röplabdajátékos volt Argentínában, anyja spanyol volt. 16 éves korában családjával a bizonytalan gazdasági helyzet miatt Spanyolországba települt. Először Málagában, majd a Kanári-szigeteken éltek. Testvére Guillermo Falasca válogatott röplabdázó. Felesége Esther Custodio volt. Két gyermekük született Sara és Daniel (2003).
2019. június 21-én egyik olasz barátjának az esküvőjén vett részt Varesében. Rosszul érezte magát ezért idő előtt a szállodai szobájába ment, majd másnap szívrohamban elhunyt.

## Pályafutása

### Klubcsapatban
1996–97-ben a Gran Canaria, 1997–98-ban az olasz Zinella Bologna, 1998 és 2000 között a 4Torri Ferrara, 2000 és 2002 között a belga Roeselare, 2002–03-ban az olasz Modena röplabdázója volt. 2003-ban hazatért Spanyolországba és 2008-ig a Pòrtol játékosa volt. 2008 és 2012 között a lengyel Skra Bełchatów, 2012–13-ban az orosz Ural csapatában szerepelt.

### A válogatottban
1993 és 2009 között szerepelt a spanyol válogatottban. Részt vett a csapattal a 2000-es sydney-i olimpián. Tagja volt a 2007-es Európa-bajnokságon aranyérmes csapatnak.

### Edzőként
2013 és 2016 között a lengyel Skra Bełchatów vezetőedzőjeként tevékenykedett. 2016–17-ben a cseh férfi válogatott szövetségi kapitánya volt. 2016–17-ben az olasz Milano, 2018–19-ben a monzai ProVictoria szakmai munkáját irányította.

## Sikerei, díjai

### Játékosként
- Európa-bajnokság
  - aranyérmes: 2007, Oroszország
- Spanyol bajnokság
  - bajnok (3): 2005–06, 2006–07, 2007–08
- Spanyol kupa
  - győztes (3): 1996–97, 2004–05, 2005–06
- Spanyol szuperkupa
  - győztes: 2005, 2007
- Belga szuperkupa
  - győztes: 2000
- Lengyel bajnokság
  - bajnok (3): 2008–09, 2009–10, 2010–11
- Lengyel kupa
  - győztes (3): 2008–09, 2010–11, 2011–12
- CEV kupa
  - győztes: 2001–02

### Edzőként
- Lengyel bajnok
  - bajnok: 2013–14
- Lengyel kupa
  - győztes: 2015–16
- Lengyel szuperkupa
  - győztes: 2014
- CEV női Challange kupa
- győztes: 2018–19